# Theodor Basselet von La Rosée
Reichsgraf Theodor Raphael Aloys Basselet von La Rosée (* 9. November 1801 in München; † 15. April 1864 ebenda) war ein bayerischer Generalmajor.

## Leben
Theodor Basselet von La Rosée, Sohn des Joseph Adolph Basselet von La Rosée, studierte an der Universität Landshut. 1821 wurde er Mitglied des Corps Bavaria Landshut. Nach dem Studium schlug er die bayerische Offizierslaufbahn ein und wurde Generalmajor und Adjutant des bayerischen Königs Maximilian I. Joseph. 1854 wurde er Erzieher der Prinzen Ludwig und Otto.
Seit 1826 war Basselet von La Rosée mit Ludovica Freiin von Leuprechting verheiratet.